# La Femme guerrière
 (mai 2019).

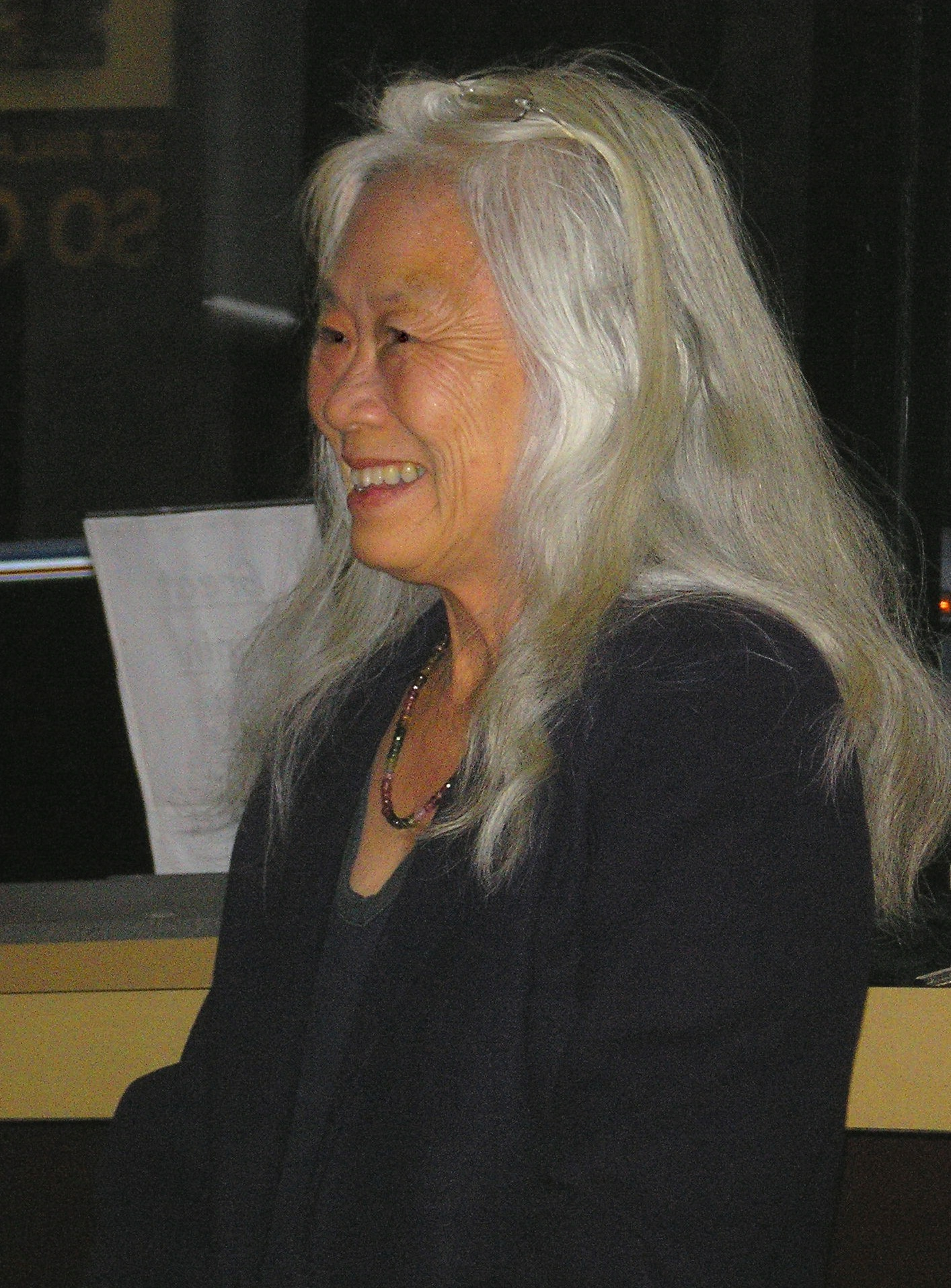
Kingston en septembre 2006

La Femme guerrière, sous-titré Mémoires d'une fillette parmi des fantômes (Woman Warrior), est un livre de l'auteure sino-américaine Maxine Hong Kingston, publié par Alfred A. Knopf en 1976. Le livre associe l'autobiographie à ce que Kingston prétend être de vieux contes chinois, bien que plusieurs spécialistes se soient interrogés sur l'exactitude et l'authenticité de ces contes.
La Femme guerrière a remporté le prix du Cercle national de critiques du livre et a été nommé l’un des meilleurs ouvrages de fiction du magazine Time dans les années 1970.

## Genre
Le genre spécifique de La Femme guerrière a été contesté en raison du mélange de perspectives de Kingston, en particulier de contes et de contes traditionnels chinois. Avec ce mélange, Kingston tente de fournir à son auditoire le contexte culturel, familial et personnel nécessaire pour comprendre sa position unique en tant que femme sino-américaine de première génération.
L'évaluation de Friedman de l'autobiographie concernant les femmes et les groupes minoritaires explique le mélange complexe de perspective et de genre de Kingston : les femmes et les minorités culturelles n'ont souvent pas le privilège de se considérer comme des individus isolés de leur sexe ou de leur groupe racial. Kingston illustre cette situation par son utilisation du récit chinois, le point de vue chinois traditionnel de sa mère et sa propre perception, à la première personne, d'un Chinois américain.

## Résumé de l'intrigue
Le livre est divisé en cinq chapitres interdépendants, qui se lisent comme des nouvelles.

### No Name Woman
Dans la première partie de ce chapitre, la narratrice raconte comment sa mère lui a raconté l'histoire de la femme sans nom. Le chapitre s'ouvre essentiellement sous forme de vignette présentée du point de vue de la mère. Elle raconte l'histoire de la No Name Woman, la sœur décédée de son mari. La partie centrale de ce chapitre est le récit par Kingston de No Name Woman Story. Kingston utilise ses propres expériences avec la tradition et la culture chinoises pour corroborer des versions alternatives du conte. À la fin de No Name Woman, Kingston réfléchit à l'importance de l'histoire de sa mère. Elle conclut que la vraie leçon n'est pas la mort de No Name Woman ; plutôt pourquoi elle a été oubliée.

### Tigres blancs
Dans la première partie de White Tigers, Kingston relate le récit de sa mère sur Fa Mu Lan, une guerrière qui a pris la place de son père au combat. Kingston revient à parler de sa vie en Amérique et la compare à l'histoire de Fa Mu Lan. Elle ne peut pas rassembler le courage de parler contre son patron raciste, sans parler de sauver son peuple en Chine. En fin de compte, Kingston décide que Fa Mu Lan et elle se ressemblent.

### Chaman
À l'aide d'anciens diplômes de sa mère et de photos de ses années en Chine, Kingston raconte l'histoire de la vie de sa mère en tant que femme universitaire. Brave Orchid, la mère de Kingston, rentre chez elle après deux ans d'études. Kingston est née pendant la Seconde Guerre mondiale et a grandi avec les discours de sa mère. Sa mère lui a appris que tous les Blancs qui l'entouraient étaient des « fantômes ».

### Au Palais occidental
Au Palais occidental s'ouvre avec Brave Orchid, ses deux enfants et sa nièce à l'aéroport international de San Francisco. Brave Orchid attend que sa sœur Moon Orchid arrive de Hong Kong. Moon Orchid émigre aux États-Unis après avoir été séparée de sa sœur pendant 30 ans. Les sœurs rentrent chez Brave Orchid, dans la vallée. Elles sont accueillies par le mari de Brave Orchid, qui a considérablement vieilli aux yeux de Moon Orchid. Moon Orchid passe l'été dans la maison de Brave Orchid. Brave Orchid, son fils aîné, Moon Orchid, et la fille de Moon Orchid se rendent au sud de Los Angeles. Ils sont en mission pour trouver le mari de Moon Orchid. À la fin du chapitre, Moon Orchid se dégrade sur le plan de la santé mentale et est contrainte de retourner vivre avec Brave Orchid.

### Une chanson pour un tuyau de roseau barbare
Dans cette histoire, Kingston révèle que sa mère a coupé la membrane sous sa langue. Kingston méprise une Chinoise âgée d'un an de plus à qui elle refuse de parler. Un jour, elle se retrouve seule avec la fille dans les toilettes. Kingston écrit sur d'autres histoires excentriques. Après que Kingston ait crié à sa mère et à son père qu'elle ne voulait pas être avec le garçon handicapé mental, elle se lance dans une longue liste de tâches qu'elle ne va pas faire, peu importe l'opinion de sa mère. Dans la dernière partie, Kingston raconte l’histoire de Ts'ai Yen, un poète né en l'an 175.

## Thèmes

### Nécessité et extravagance
Dans un essai sur La Femme guerrière, Cynthia Wong, Sau-Ling, parle de « la lutte du protagoniste pour parvenir à un équilibre entre réalisation de soi et responsabilité sociale... identifiée comme Nécessité et Extravagance. »

## Langue et voix narrative
Le langage de La Femme guerrière invoque une juxtaposition complexe de voix culturelles et linguistiques. Kingston tente de capturer et d'imiter les nuances du discours chinois à travers sa prose. Essayer de transmettre une langue sinitique au moyen d'une langue indo-européenne n'était pas une tâche facile, et que Kingston devait poursuivre activement. Néanmoins, La Femme guerrière n'est pas une pure conversation. Il existe en fait un mélange de narration à la première, à la deuxième et à la troisième personne. La narration à la première personne de Kingston est sa propre voix américaine, la deuxième personne est celle du discours chinois et la troisième personne (qui apparaît seulement dans Au Palais occidental) est un mélange ; une histoire de conversation transposée des parents chinois de Kingston à ses frères et sœurs américains, et enfin de retour à Kingston elle-même. Ce qui résulte de cette combinaison de voix ne peut être décrit que comme une « langue de fusion » propre à Kingston, presque comme son propre type de langue créole.
Écrire dans cette langue de fusion, qui est une langue américaine avec des tonalités et des accents asiatiques, ou rythme, est une façon pour Kingston de rapprocher les expériences chinoise et occidentale. Cette fusion des deux expériences - les images et les métaphores - est ce qui fait le style de Kingston. Kingston admet que l'une des façons pour elle de réunir ces deux personnes consiste à parler chinois tout en écrivant ou en tapant en anglais.